# Brad Mehldau

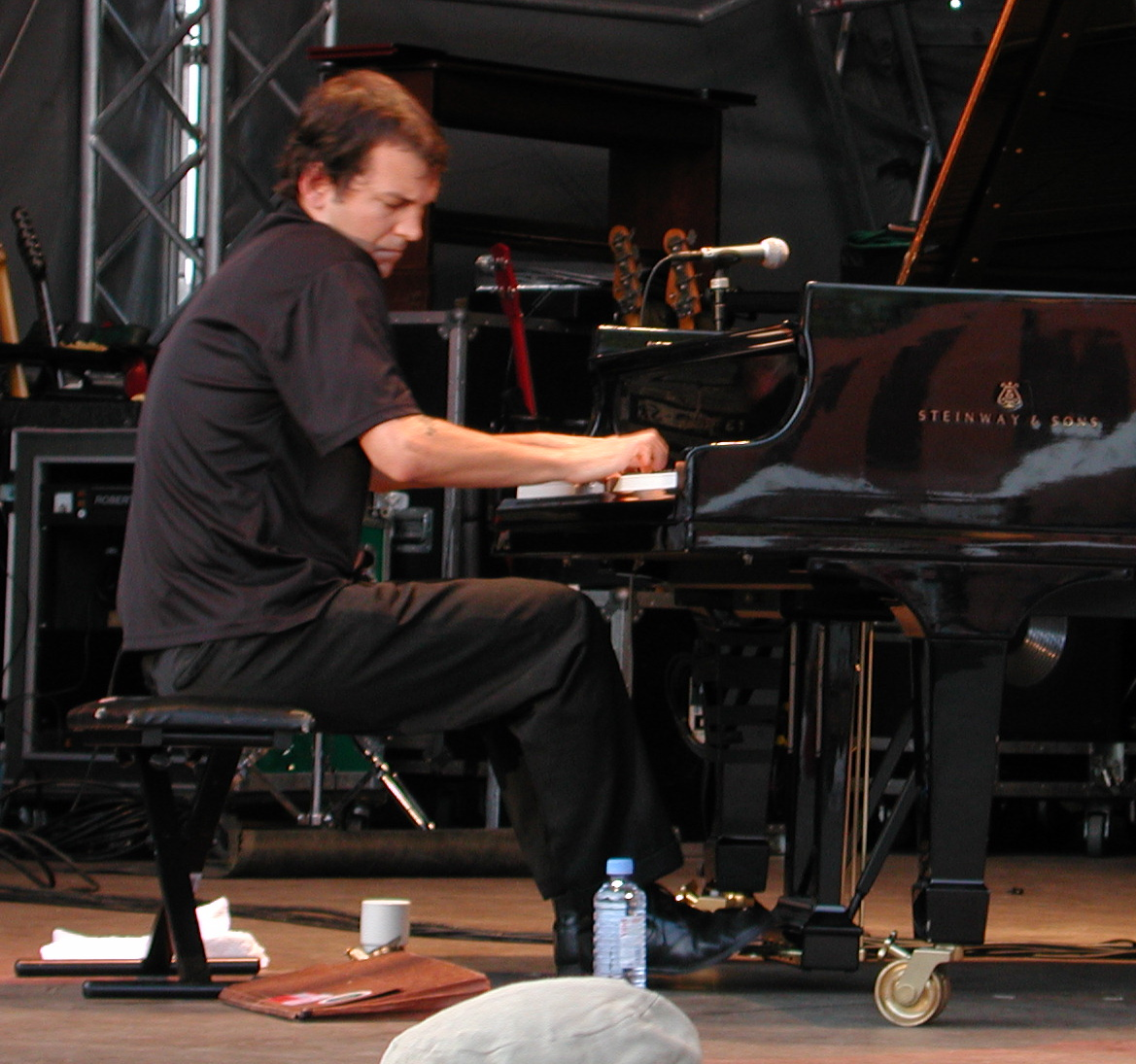
Brad Mehldau en 2001

Brad Mehldau (Jacksonville, Florida, 23 de agosto de 1970) es un pianista de jazz estadounidense.

## Biografía

### Comienzos
Se crio en West Hartford, Connecticut y se graduó del instituto público Hall en 1988. Empezó a tocar el piano a la temprana edad de seis años y descubrió el jazz a los doce años, cuando un amigo le puso una grabación en directo de John Coltrane. El álbum en solitario de Keith Jarrett Solo Concerts (Bremen/Lausanne) fue otra de sus primeras influencias, así como Bud Powell, Thelonious Monk y Charlie Parker  Archivado el 23 de enero de 2008 en Wayback Machine.. Comenzó luego a tocar en la banda de jazz de su instituto. El primer disco de jazz que se compró fue el Blue Train de Coltrane.
Se mudó a Nueva York en 1988 para estudiar jazz en la Universidad The New School, bajo la supervisión de Fred Hersch, Junior Mance y Kenny Werner, tocando además con Jackie McLean y Jimmy Cobb . En 1989 formó parte de la banda del saxofonista Christopher Hollyday con la que giró varios meses.

### 1991-1998
La primera grabación de Mehldau fue para The Natural Moment de Hollyday en 1991, su primera gira por Europa fue también con el saxofonista ese año. El interés de Mehldau en la música clásica volvió cuando estaba en la veintena, y lo incitaron a desarrollar su forma de tocar con la mano izquierda. Dirigió su propio trío desde al menos 1992, cuando tocó en el Village Gate de Nueva York. Mehldau también tocó como sideman con una gran variedad de músicos alrededor de este tiempo. Sus actuaciones con el saxofonista Perico Sambeat incluyeron una gira por Europa a principios de 1993, y las primeras grabaciones publicadas de Mehldau como colíder, de un concierto de mayo en Barcelona. Mehldau también viajó durante 18 meses con el saxofonista Joshua Redman. Esta asociación comenzó en 1993, pero habían tocado juntos durante un corto período el año anterior. Redman y su banda atrajeron la atención, con su álbum de 1994 Moodswing, también ayudando al perfil de Mehldau. También tocaron juntos para la banda sonora de la película de 1994 Vanya en la calle 42, de Louis Malle, para la que Redman escribió la música.
Mehldau se graduó en la New School en 1993. Formó su primer trío a largo plazo en 1994, con el bajista Larry Grenadier y el baterista Jorge Rossy. En el año siguiente, Mehldau grabó el álbum Brad Mehldau para Warner Bros., su primer álbum como único líder. Fue bien recibido, con The Penguin Guide to Jazz comentando que "es como si estuviera al tanto de la tradición del jazz pero completamente libre de ella". Su segundo álbum para Warner Bros., The Art of the Trio Volume 1, fue grabado en 1995 y fue ampliamente elogiado por los críticos. El título fue seleccionado por el productor Matt Pierson como algo que atraería la atención y ayudaría a construir una marca.
A mediados de los años noventa, Mehldau fue considerado por algunos como uno de los principales músicos de jazz: El crítico John Fordham lo describió como "la próxima gran estrella del teclado de jazz". La apreciación no era universal: algunas de las notas de los propios pianistas y comentarios de las entrevistas, que incluían reflexiones filosóficas y quejas sobre comparaciones con el pianista Bill Evans, engendraron aversión en algunos, por lo tanto, en las palabras del crítico Nate Chinen "Muchos críticos, sin embargo, revaluaron su juicio sobre sus principales influencias, que anteriormente se habían dado a menudo como Evans, una evaluación que quizás fue atribuible más a la importancia de la pretensión y la autoindulgencia que a la música. Otra semejanza no musical con Evans que fue comentada era la lucha de Mehldau con una adicción a la heroína durante los años 90, hasta 1998. Alrededor de 1996 se trasladó a Los Ángeles, para intentar superar este problema de la droga. Mehldau declaró más adelante que "una vez que dejé de usar la heroína, era como una corriente la creatividad que se había contenido y salió". 
En 1996 Mehldau hizo la primera de varias grabaciones con el saxofonista Lee Konitz y el bajista Charlie Haden. Las contribuciones de Mehldau a la música de películas continuaron en 1997, con el papel del acompañante para algunas de las canciones registradas para Medianoche en el jardín del bien y del mal. Su serie de álbumes de trío también continuó, empleando algunos de los elementos tradicionales del jazz mientras que seguía no conformándose o siendo restringido por sus normas. Live at The Village Vanguard: El arte del trío, volumen 2 consistió enteramente en estándares, y fue grabado en una serie de conciertos en 1997 en el club neoyorquino, y fue lanzado el año siguiente. El título atrajo de nuevo la atención, pues las grabaciones del concierto del mismo club habían sido publicadas por algunos de los nombres más grandes en el jazz, incluyendo Evans, y los saxofonistas John Coltrane y Sonny Rollins. El álbum de estudio Songs: El Arte del Trío Volumen 3, siguió más tarde en 1998, y contenía originales de Mehldau, más el tema de Nick Drake "River Man", y el de Radiohead "Exit Music (For a Film)" Este álbum fue elegido por Fordham como su CD del jazz del año. "Aunque a algunos les parezca un poco introvertido y ciertamente clásico en sabor", escribió, "la riqueza intrincada y contra-melódica de un gran pianista es sorprendentemente equilibrada contra la elocuencia más directa y abierta que un gran vocalista podría Traer ".
Mehldau se estableció en la escena de los festivales de jazz internacionales a mediados de los años 90, habiendo tocado en eventos tales como el Montreal International Jazz Festival y el Montreux Jazz Festival en 1997, y el North Sea Jazz Festival en 1998 . También en 1998, el pianista se reunió con Redman para el álbum Timeless Tales del saxofonista, y tocó con el cantante country Willie Nelson. Ese verano, Mehldau pasó algunos meses en Alemania, desarrollando su interés en su lengua, literatura, y música.

### 1999-2004
El interés de Mehldau en las figuras del romanticismo alemán del siglo XIX, incluyendo a Brahms, Schubert, y Schumann, influenció su primer lanzamiento de piano solo, Elegiac Cycle, que fue registrado en 1999 y quebró la secuencia de grabaciones del trío bajo su nombre. Art of the Trio 4: Back at the Vanguard fue grabado y lanzado en el mismo año, presentando más actuaciones en el Village Vanguard. La grabación cuenta con estándares, originales de Mehldau, "Solar" de Miles Davis y otra versión de "Exit Music (For a Film)". También en 1999, Mehldau tocó como pianista para dos álbumes del saxofonista Charles Lloyd. En el año siguiente, lanzó el álbum Places que contiene partes de piano solo de Mehldau y temas del trío. Todas las pistas eran originales de Mehldau, y se basaron en sus experiencias de visitar y de revisitar varios lugares por todo el mundo. Progression: El arte del trío, vol. 5, el álbum final en esa serie, era otra grabación de un concierto en el Village Vanguard, y fue registrado en 2000 y lanzado en 2001. Mirando hacia atrás en su carrera anterior, Mehldau comentó en 2005 que "El trío creó mi identidad". En los tres o cuatro años hasta el final de 2001, su trío había estado de gira la mayoría de cada año.
En 2001 Mehldau siguió ampliando su participación en las bandas sonoras de películas, que habían incluido The Million Dollar Hotel, Space Cowboys, y la película francesa Ma femme est une actrice. En el mismo año, dejó Los Ángeles. Primero tocó con el saxofonista Wayne Shorter ese año, y grabó Alegría ganadora del Premio Grammy con él un par de años más tarde.
Su álbum de 2002 Largo, fue producido por Jon Brion, a quien Mehldau se había reunido en un club de California que organizaba acontecimientos semanales. En el álbum, además del habitual trío de Mehldau, se emplearon músicos de rock e instrumentos asociados más con la música clásica, así como experimentos con un piano preparado y "múltiples capas de sonido mejorado electrónicamente". A partir de 2010, este fue el álbum más vendido de Mehldau.
Los resultados de dos días más de grabación en 2002 se dividieron en dos álbumes de trío: Anything Goes, lanzado en 2004, contenía composiciones de otros. Los originales de Mehldau fueron publicados dos años más tarde en House on Hill. Una grabación de piano en solitario de un concierto de 2003, Live in Tokyo, mostró un mayor lirismo apareciendo en la manera de tocar de Mehldau, y fue lanzado en 2004 como su primer álbum para Nonesuch Records, una filial de Warner Bros. En el verano de 2004 giró por Europa tres semanas con una banda que incluyó el guitarrista Kurt Rosenwinkel y Redman. Ese otoño, Mehldau formó un cuarteto, con Mark Turner en saxofones, Grenadier en el bajo, y Jeff Ballard en la batería.

### 2005-presente
En 2005 Ballard reemplazó a Rossy como el baterista en el trío de Mehldau. Esto, en opinión del crítico Ray Comiskey, no cambió radicalmente el sonido del trío, pero les dio "un perfil más duro y empujó a Mehldau más, con el bajista Larry Grenadier en el centro alrededor del cual sonaban el piano y la batería. Otro crítico, Ben Ratliff, sugirió que el sonido del nuevo trío era "más denso y más tumultuoso", con ritmos más evidentes que con el trío anterior. En febrero de 2005 Mehldau actuó en Hong Kong por primera vez, con su nuevo trío. Su primer álbum, Day Is Done, se grabó el mes siguiente. 
Mehldau continuó expandiéndose más allá del trío. En la primavera de 2005 estrenó un ciclo de canciones que había escrito para la cantante de música clásica Renée Fleming. Esta asociación fue basada en una comisión del Carnegie Hall y su grabación en 2006 contenía la música puesta a los poemas de Rainer Maria Rilke y Louise Bogan. Mehldau también colaboró con el guitarrista Pat Metheny desde el 2005 - grabaron dos álbumes juntos ese año, junto con Grenadier y Ballard, y en 2007 realizaron una gira mundial.
Otra grabación en el Village Vanguard, Brad Mehldau Trio Live, se grabó en 2006 y se publicó dos años más tarde. Esta también contenía una gran variedad de fuentes de material, incluyendo "Wonderwall" de la banda de rock Oasis, "Black Hole Sun" de la banda Soundgarden, y la samba "O Que Será" de Chico Buarque. Una grabación de 2006 fue lanzada como Live in Marciac en 2011 y contenía dos CDs y un DVD de un concierto en solitario del pianista en el festival Jazz in Marciac. Mehldau afirmó que su tercera grabación en solitario "es el comienzo de un enfoque más libre, [...] y quizás [contiene] más facilidad y fluidez en una textura musical con varias voces simultáneas". En 2006 Mehldau también tocó en el último álbum del saxofonista Michael Brecker, Peregrinación.
En marzo de 2007, Mehldau estrenó su concierto para piano "The Brady Bunch Variations for Piano and Orchestra", con la Orquesta nacional de Île-de-France en el Théâtre du Châtelet de París. Más tarde en esa década, el Carnegie Hall concedió a Mehldau otra comisión - para escribir el ciclo de canciones Love Songs para la cantante Anne Sofie von Otter. Lo estrenaron juntos en 2009 y grabaron las canciones al año siguiente. En 2009 Mehldau comenzó un período de dos años como el director de la serie de jazz del Wigmore Hall de Londres, que incluyó una actuación con von Otter en el segundo año.
En 2009 Mehldau también grabó Highway Rider, un álbum que combinó su trío habitual con músicos invitados y una orquesta de 28 miembros. De nuevo basado en la composición sobre el tema del viaje o un viaje, el álbum fue producido por Brion y, en la descripción del crítico Mike Hobart, "examina la confluencia de lo arbitrario y no arbitrario en la música, de equilibrar la partitura con la improvisación ". El trío de Mehldau volvió al estudio por primera vez en varios años en 2008 y otra vez en 2011, dando lugar a Ode, un álbum de temas originales del pianista, y a Where Do You Start, un álbum de versiones. El crítico de Down Beat, Jim Macnie, comentó que, en el disco anterior, "Más que nunca, Mehldau utiliza su instrumento como un tambor, haciendo estallar notas de staccato en la masa del formidable bullicio de la sección rítmica".
Durante el 2010-11 Mehldau fue el titular de la Carnegie Hall Richard y Barbara Debs Composer's Chair, el primer músico de jazz en hacerlo. En 2011 viajó de nuevo con von Otter, y tocó y grabó dúos de piano con Kevin Hays, y dúos de mandolina con Chris Thile. La colaboración de Hays fue con arreglos de Patrick Zimmerli, con quien Mehldau había asistido a la escuela secundaria. Una pieza de su álbum, Modern Music, presentaba a los pianistas tocando una parte compuesta de la mano izquierda mientras improvisaba con la otra mano; "Hacerlo los dos a la vez es una prueba real, el cerebro se siente dividido por la mitad", comentó Mehldau. Una serie de conciertos de dúo con Redman tuvo lugar en Europa en 2011, y seis piezas fueron lanzadas cinco años más tarde en el álbum Nearness. En 2012 Mehldau y la Orquesta de Cámara Orpheus interpretaron sus "variaciones para piano y orquesta en un tema melancólico" en Europa. La pieza fue originalmente para piano solo, pero fue convertida por Mehldau para una comisión de la Orquesta. Se presentó en los Estados Unidos el año siguiente. 
En 2013 Mehldau comenzó a girar con el batería Mark Guiliana como un dúo al que fue dado el nombre de "Mehliana". Su interpretación era en gran medida improvisada y distantemente influenciada por el dub, el drum 'n' bass, el electro y el funk. Lanzaron un álbum, Mehliana: Taming the Dragon, en febrero de 2014. A finales de 2015 fue lanzada una colección de grabaciones de piano solo de los conciertos de Mehldau en Europa en el período 2004-14, titulada 10 Years Solo Live. Otra grabación del trío Blues and Ballads, fue registrada en 2012 y 2014 y fue lanzada en 2016. También en 2016, Mehldau y Guiliana formaron un trío con el guitarrista John Scofield y tocaron en los Estados Unidos antes de girar por Europa.

## Influencias
Mehldau interpreta tanto composiciones originales como clásicos de jazz y música popular. También tiene un gusto particular por la música de Radiohead y Los Beatles. Se le conoce principalmente por ser el líder del Brad Mehldau Trio, junto al bajista Larry Grenadier y el baterista Jorge Rossy y Jeff Ballard (que sucedió a Rossy en el 2005). Sus primeros discos fueron editados por el sello discográfico español Fresh Sound Records.
Ha tocado y grabado también discos como solista y compartiendo el liderato junto a Peter Bernstein, Mark Turner, Charlie Haden y algunos más. En 2004, Mehldau estuvo de gira con Kurt Rosenwinkel y Joshua Redman.
Mehldau es comparado en ocasiones con Bill Evans, aunque a él no le agrada dicha comparación y explica por qué en el apartado de notas de su álbum The Art of the Trio IV. También es comparado con Keith Jarrett, aunque él describe el trabajo en solitario de Jarrett como una inspiración más que como influencia. Mehldau cita a los pianistas Larry Goldings (para "su enfoque completo del instrumento") y Hays (para añadir armonías alternativas), así como el guitarrista Bernstein (por mostrar el valor de tocar frases melódicas en lugar de simplemente ensayar patrones)  Ha declarado que Hersch fue su mayor influencia como solista de piano.Otras influencias citadas por él mismo son Miles Davis, Larry Goldings, Kurt Rosenwinkel, Jesse Davis, David Sánchez , Mark Turner y otros miembros de su propio trío . Con formación clásica a sus espaldas, Mehldau es capaz de sorprendernos a menudo tocando melodías separadas, una con cada mano, con compases tan poco usuales como 5/4 y 7/4.

## Estilo interpretativo
Mehldau ha expresado interés y conocimiento de la filosofía y la literatura. En una entrevista de 2003 habló sobre el romanticismo y la nostalgia, vinculando el placer y el dolor a la expresión musical:
```
"Me encanta la parte del mito de Orfeo en la que se le permite sacar a su esposa del Hades con la condición de que no la mire durante el viaje por el río Styx. Cuando ya no puede contenerse, mira hacia atrás, y entonces Eurídice tiene que alejarse otra vez de él río abajo, lejos de él, para siempre. La música es justo ese momento cuando él la mira: ver algo que amas un instante y que luego se pierde para siempre. Hay un elemento de locura en todo eso: uno mira aunque sepa que no debe mirar. Música con la sensación de logro y la sensación de pérdida al mismo tiempo." 
```

En las palabras de Stuart Nicholson, "el arte de Mehldau no se basa en buscar su camino a través de una secuencia armónica con una serie de arpegios de bravura [...] En lugar de ello, pacientemente teje desarrollos melódicos de motivos, fragmentos e inversiones [...] de las canciones. John Fordham declaró que "Mehldau demuestra una inmensa atención al detalle, el control de la dinámica y la paciencia en el desarrollo de la forma de una improvisación a lo largo de un período de tiempo más largo que la estructura del estribillo de una canción popular. "
Mehldau a menudo toca una melodía separada con cada mano, y una de las características centrales de su música es la de tocar un contrapunto improvisado. Afirmó en 2002 que parte del contenido de su interpretación se ve afectada por la música que ha estado escuchando recientemente: "Si estoy escuchando un intermezzo de Brahms que va a encontrar su camino de manera natural o si se trata de McCoy Tyner, que va más allá." Las actuaciones de Mehldau a menudo emplean medidores rítmicos inusuales. Por ejemplo, toca su arreglo de "Todas las cosas que son" en el Arte del Trío 4 en 7/4, y "No sabía qué hora era" en el Arte del Trío 1 en 5/4. Desarrolló esta capacidad durante un período de alrededor de un año, con la ayuda de Rossy. Mehldau es capaz de alcanzar décimo y undécimo intervalos en el piano.

## Composiciones
John Fordham ha descrito las composiciones de Mehldau como "tapicerías en miniatura de lirismo tenso y giros sorprendentes". Mehldau mismo indicó que algunas de sus composiciones abordan una necesidad específica, como la integración de un ritmo particular en su trío, mientras que otras emergen de algo que ha tocado mientras improvisa. En este último caso, Mehldau comparó la dificultad del proceso de composición con la del juego de ajedrez: "La apertura es siempre fácil para mí, el medio se vuelve más difícil, más de un proceso intelectual, más prueba y error en el trabajo y el final es siempre difícil para mí ". Estas luchas para encontrar soluciones satisfactorias provienen de la tensión entre la necesidad de cerrar una pieza y su deseo de dejar un sentido de apertura -un "conducto de escape de la posibilidad ".

## Discografía

### Discos como líder o solista
- Introducing Brad Mehldau (1995)
- The Art of the Trio (1996)
- The Art of the Trio II — Live At The Village Vanguard (1997)
- The Art of the Trio III — Songs (1998)
- Elegiac Cycle (1999)
- The Art of the Trio IV — Back At The Vanguard (1999)
- Places (2000)
- The Art of the Trio V — Progression (2001)
- Largo (2002)
- Live in Tallinn - (2003)
- Anything Goes (2004)
- Live in Tokyo — Solo Piano (2004)
- Day is Done (Trio) (2005)
- House On Hill (Trio) (2006)
- Live (Trio) (2006)
- Live at the Vanguard (Trio) (2006)
  - una pieza completa del disco (streaming, oficial)
- Highway Rider (Trio + Joshua Redman, Matt Chamberlain, Orquesta de cámara dirigida por Dan Coleman, producido por Jon Brion) (2010)
- Live in Marciac (2011)
- Ode (Trio) (2012)
- Where Do You Start (Trio) (2012)
- 10 Years solo live (2015)
- Blues and ballads (2016)

### Discos compartiendo el liderato con otros músicos
- New York-Barcelona Crossing Volume 1 (1993) Brad Mehldau, Jordi Rossy, Mario Rossy, Perico Sambeat
- New York-Barcelona Crossing Volume 2 (1993) Brad Mehldau, Jordi Rossy, Mario Rossy, Perico Sambeat
- When I Fall In Love (1993) Brad Mehldau & Rossy Trio
- Consenting Adults (1994) Brad Mehldau, Turner, Bernstein, Grenadier, Parker
- Alone Together (1997) Brad Mehldau, Charlie Haden, Lee Konitz
- Another Shade of Blue (1999) Brad Mehldau, Charlie Haden, Lee Konitz
- Close Enough For Love (1999) Fleurine
- Don't Explain (2004) Joel Frahm, Brad Mehldau
- Metheny/Mehldau (2006) Brad Mehldau, Pat Metheny
- Love Sublime (2006) Brad Mehldau, Renée Fleming
- Metheny/Mehldau Quartet (2007) Brad Mehldau, Pat Metheny
- Love Songs (2010) Brad Mehldau, Anne Sofie von Otter
- Live at Birdland (2011) Brad Mehldau, Charlie Haden, Lee Konitz, Paul Motian
- Modern Music (2011) Brad Mehldau, Kevin Hays, Patrick Zimmerli
- Mehliana - Taming the Dragon (2014) Brad Mehldau, Mark Guiliana

### Discos como acompañante
Con Christopher Hollyday
- 1991 : The Natural Moment

Con Peter Bernstein
- 1992 : Somethin's Burnin
- 1994 : Signs of Life
- 2002 : Heart's Content, Peter Bernstein + 3
- 2003 : Stranger in Paradise

Con el Grant Stewart Quintet
- 1992 : Downtown Sounds

Con Jesse Davis
- 1993 : Young At Art

Con Joshua Redman
- 1994 : Moodswing
- 1998 : Timeless Tales (For Changing Times)

Con Mark Turner
- 1994 : Yam Yam
- 1998 : In This World

Con Perico Sambeat
- 1995 : Ademuz
- 2003 : Friendship

Con Chris Potter
- 1996 : Moving In

Con Anthony Wilson
- 1997 : Anthony Wilson

Con Lee Konitz
- 1997 : Another Shade of Blue

Con Daniel Lanois
- 1998 : Belladona

Con Charles Lloyd
- 1999 : Hyperion With Higgins
- 1999 : The Water is Wide

Con Chris Cheek
- 1999 : Vine
- 2004 : Blues Cruise

Con John Scofield
- 2000 : Works For Me

Con Walt Weiskopf
- 2001 : Man of Many Colors

Con Joel Frahm
- 2001 : Don't Explain

Con Charlie Haden
- 2002 : American Dreams

Con Darek Oles
- 2002 : Like A Dream

Con Kurt Rosenwinkel
- 2004 : Deep Song

Con Michael Brecker
- 2006 : Pilgrimage

Con Joe Martin
- 2008 : Not By Chance

Con Eli Degibri
- 2010 : Israeli Song

Con Danya Stephens
- 2014 : Peace

Con Jimmy Cobb
- 2014 : The Original Mob

Con Wolfgang Muthspiel
- 2015 : Rising Grace

### Bandas sonoras
- Midnight In The Garden of Good and Evil (1997)
- Eyes Wide Shut (1999)
- Space Cowboys (2000)
- Million Dollar Hotel (2000)
- Ma Femme Est une Actrice (2001)

### Discos en directo
- Your Mother Should Know. Brad Mehldau Plays The Beatles (2023)